# Kajsa Ollongren
Jkvr. Karin Hildur "Kajsa" Ollongren (nascuda el 28 de maig de 1967) és una política neerlandesa-sueca que va exercir com a ministra de Defensa del 10 de gener de 2022 al 2 de juliol de 2024. Membre dels Demòcrates 66 (D66), anteriorment va exercir com a ministra de l'Interior i Relacions del Regne i viceprimera ministra en el tercer gabinet Rutte (2017–2022), i breument com a alcaldessa d'Amsterdam (octubre de 2017). Des del juny de 2025 és la representant especial de la UE (RSUE) per als drets humans del Consell de la Unió Europea.